# 新西兰汉密尔顿圣殿
新西兰汉密尔顿圣殿（Hamilton New Zealand Temple），舊稱新西兰圣殿（New Zealand Temple），是耶稣基督后期圣徒教会的第13座建成以及第11座运作的圣殿。
新西兰汉密尔顿圣殿位于新西兰汉密尔顿城区外圣殿景郊区。它的造型采用现代单尖顶式设计，与瑞士伯尔尼圣殿十分相似。

## 歷史
温德尔·B·门登霍尔接受了后期圣徒教会会长大卫奥·麦基指定的特别任务－为圣殿选地。由此，温德尔最先选取了圣殿的选地。大卫奥·麦基于1955年2月17日宣布后期圣徒教会将在新西兰建立圣殿。随着圣殿在1958年的竣工，它成为耶稣基督后期圣徒教会在南半球建立的第一座圣殿。同时，它也是該教会在美国和加拿大以外地区建立的第二所圣殿。
动工仪式和选地奉献于1955年12月21日举行。圣殿选地占地86英亩（35万平方米）。占地面积包括归耶稣基督后期圣徒教会所有的新西兰教会学院，它的前身是一所中学，学生年龄段在12至18岁之间。圣殿面积占地44,212平方英尺（4,107.4平方米），包括一个教仪室，三个印证室，还有一个洗礼池。尖顶高達157英尺（48米）。圣殿全部是由教会志愿的传教士义工建造的。当地的教会成员为这些工人们提供了金钱、食物以及住宿。
时任十二使徒定额组助理的休·B·布朗于1956年12月22日安放了圣殿的仪式奠基石。圣殿奉献前的23天期间对公共开放，供人游览。在这期间，大约有112,500人参观了圣殿。新西兰圣殿由大卫奥·麦基在1958年4月20至22日之间奉献。圣殿服务新西兰以及附近南太平洋岛屿的后期圣徒教會信徒。
根据教會成員间传说，毛利国王塔瓦伊奥（Tāwhiao）在他卒于1894年之前准确地预测到圣殿的选地地点。

## 圣殿会长
新西兰汉密尔顿圣殿著名的会长包括道格拉斯·J·马丁（1992年－1995年）。现任会长是西德尼·M·戈因（2013年－）。

## 外部連結
- 耶稣基督后期圣徒教会官方网站 （页面存档备份，存于）